# Billy Bowlegs

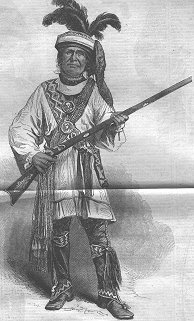
Billy Bowlegs, 1858

Billy Bowlegs (* 1810; † 1864), auch Billy Bolek geschrieben, in den von den Seminolen benutzten Sprachen Maskoki und Hitchiti-Mikasuki Hola-at-a-Mico, Halpatter-Micco, Halbutta Micco oder Halpuda Mikko (dt. Alligator Häuptling), war einer der Häuptlinge, die an den Verhandlungen des Vertrages von Payne’s Landing 1832 beteiligt war. Später weigerte er sich gemeinsam mit anderen Häuptlingen, das Gebiet der Seminolen zu verlassen, da die zugewiesenen Gebiete in Oklahoma nicht passend erschienen. Diese Weigerung löste schließlich den zweiten Seminolenkrieg aus. Als Anführer und Krieger kämpfte er während des zweiten und dritten Seminolenkriegs gegen die Vereinigten Staaten und versuchte, die Umsiedlung zu verhindern. Als einer der letzten Häuptlinge gab er seinen Widerstand auf und zog mit seinem Stamm ins Indian Territory. Er starb nach der Umsiedlung und wurde auf dem heutigen Fort Gibson National Cemetery in Muskogee County, Oklahoma beerdigt.